# Sciadopitys verticillata
El pi para-sol japonès (Sciadopitys verticillata) es una espècie de conífera de la família Sciadopityaceae endèmica del Japó, on rep el nom de koyamaki. És l'única espècie actual del gènere Sciadopitys. Es considera, com el Ginkgo, un fòssil vivent. S'han trobat fòssils del període Triàsic d'una espècie propera, Sciadopitys tertiara, que aleshores estava estesa per gran part del món.

## Característiques

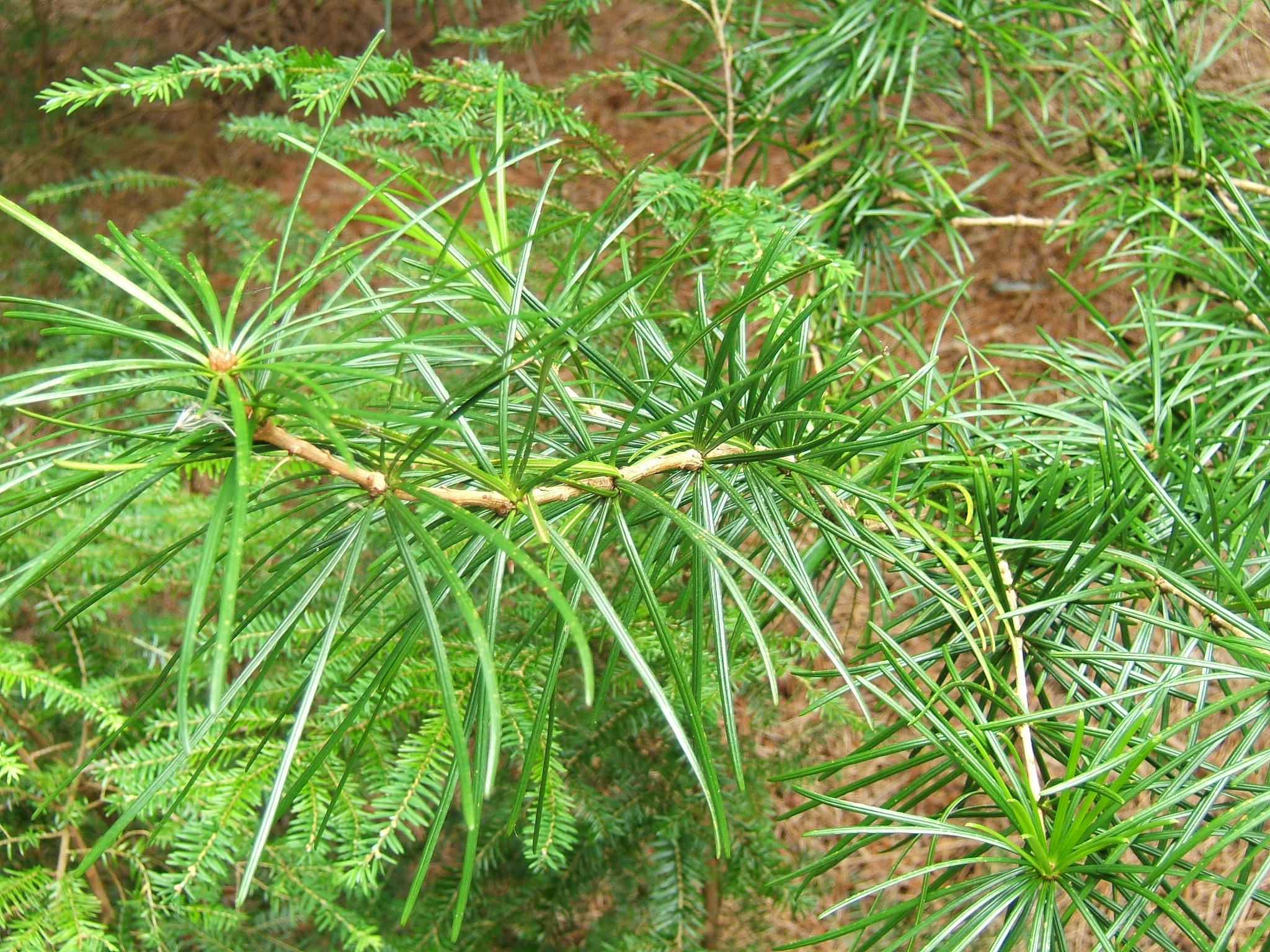
Fulles de Sciadopitys verticillata

És un arbre de fulla persistent que pot arribar als 30 metres d'alçada (l'exemplar més alt actual en fa 27). L'estructura de les fulles és verticil·lada i molt peculiar. Compta amb fulles fotosintètiques i fulles aparents no fotosintètiques (cladodis). Les pinyes fan fins a 11 cm.

## Distribució
En l'actualitat només viu espontàniament als districtes japonesos de Honshu, Kyushu i Shikoku entre els 500 i 1000 metres d'altitud sota un clima molt plujós i de molta humitat relativa.
S'havia conservat i venerat en monestirs del Japó i també plantat com arbre forestal, però en ser de creixement molt lent ja no es fa servir, de vegades s'utilitza en jardineria però ha de ser en els llocs que compleixin els requeriments climàtics tan especials de l'espècie.